# Solarpark Prieska
Der Solarpark Prieska, auch als Mulilo Sonnedix Prieska bezeichnet, ist eine Photovoltaik-Freiflächenanlage in Südafrika, die sich etwa 50 km südwestlich von Prieska befindet. Die Anlage hat eine Leistung von 86 MWp und erstreckt sich über eine Fläche von 125 ha. Erbaut wurde sie von dem deutschen Unternehmen juwi, das auch den technischen Betrieb der Anlage übernehmen wird. Eigentümer des Solarparks ist Sonnedix. Die Einweihung mitsamt Übergabe fand im November 2016 statt.
Die Stromgestehungskosten werden mit umgerechnet ca. 4 ct/kWh angegeben, womit das Kraftwerk günstigeren Strom liefert als vergleichbare Kohlekraftwerke. Die Baukosten wurden mit ca. 1,2 Mrd. Südafrikanische Rand veranschlagt.
Zum Einsatz kamen mehr als 282.000 Solarmodule des chinesischen Herstellers BYD mit einer Leistung von 305 Watt und 96 Wechselrichter von AEG. Der Netzanschluss erfolgt auf der 132-kV-Ebene.